# 道の駅たかのす
道の駅たかのす（みちのえき たかのす）は、秋田県北秋田市綴子にある国道7号の道の駅である。愛称は大太鼓の里。
太鼓の博物館「大太鼓の館」が併設されている。

## 概要
1989年に、「大太鼓の里」構想の中核施設として「大太鼓の館」と「大太鼓の里ぶっさん館」が開館した。これらの施設は、十和田八幡平国立公園方面から白神山地、男鹿半島へと至る広域観光ルートの中継地点として、また森吉山や田沢湖方面への分岐点としても利用されている。
1993年に、秋田県で初めて「道の駅」に認定され、「情報プラザ」や「JA産直おおだいこ」などの整備が進められ、施設の拡充が図られてきた。
一方、施設の老朽化が進行し、動線や駐車スペースの不足、安全確保にも課題が生じているほか、日本海沿岸東北自動車道の延伸に伴い、今後の来場者数の減少も懸念されることから、大規模なリニューアルの検討が進められていた。
リニューアルの概要は、国が整備した情報発信施設と物販販売施設が統合した「道の駅棟」を新たに整備し、新施設にはモンベルの直営店が入る予定で、2027年10月の完成を目指している。

## 沿革
- 1989年（平成元年）10月6日 - 「大太鼓の館」と「大太鼓の里ぶっさん館」が落成[2]。
- 1993年（平成5年）4月22日 - 国道7号沿いにあった施設を道の駅に登録。（秋田県第一号）
- 1997年（平成9年）4月24日 - 東北初の休憩施設と道路情報システムの開所式が行われる[3]。
- 2001年（平成13年）11月23日 - 遊園地「ドリームワールド」がオープンする[4]。
- 2015年（平成27年）11月25日 - 北秋田市防災会議によって緊急避難場所に指定される[5]。
- 2016年（平成28年）
  - 5月 - 木質バイオマス発電の排熱を活用した「足湯」が稼働する[6]。
  - 7月27日 -「産直おおだいこ」がオープンする。
- 2027年（令和9年）10月 - モンベルの直営店とツーリストセンター、屋内遊戯施設などが入る新施設を整備、「大太鼓の館」を改修して2027年10月に完成予定。

## 施設
- 駐車場
  - 普通車：150台
  - 大型車：20台
  - 身障者用：2台
- トイレ：53器
  - 身障者用：4器
- 公衆電話：3台
- 公衆FAX：1台
- 電気自動車充電スタンド（24時間）

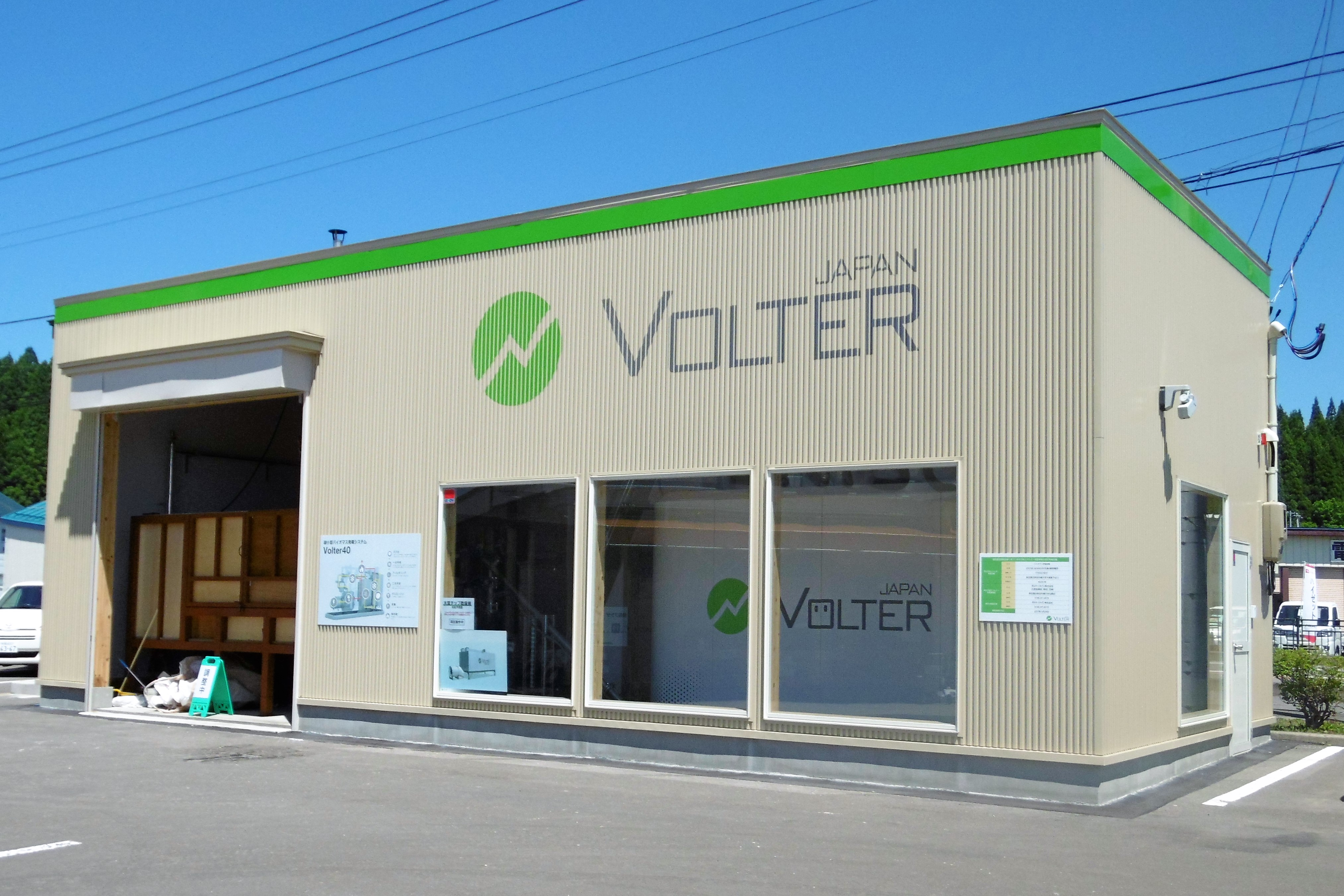
超小型木質バイオマス発電機を設置している建物

  - CHAdeMO（急速充電器1台）出力：30kW
- 情報プラザ（24時間）
  - 道路情報・規制情報
  - 道路気象情報
  - 天気予報
  - ふるさとインフォメーション
  - 無料公衆無線LAN
    - 道の駅SPOT（無料公衆無線LANを活用した、道路情報提供システ）
- 大太鼓の里ぶっさん館
  - 道中（たび）の足湯（すすぎゆ） - 超小型木質バイオマス発電機（40Kw）の排熱を活用した無料足湯[7]
  - 土産品売店
  - 軽食コーナー
  - 団体専用館（180席）
  - レストラン「どんどん」
    - 営業時間・10:00 - 18:00（12 - 3月 10:00 - 17:00）
- 産直おおだいこ - 営業時間 9:00 - 18:00[8]
  - JAバンクATM - 利用時間 平日8:00-21:00 ・土日祝8:00-19:00
- ドリームワールド（子供の遊園地）無料開放
  - 貸自転車（土日祝日 9:30 - 16:00）
- 釜堤公園
  - 縄文時代に咲いていたという大賀蓮（おおがはす）や純白の盧山白蓮（ろざんはくれん）など4種類のハスが咲き誇る。

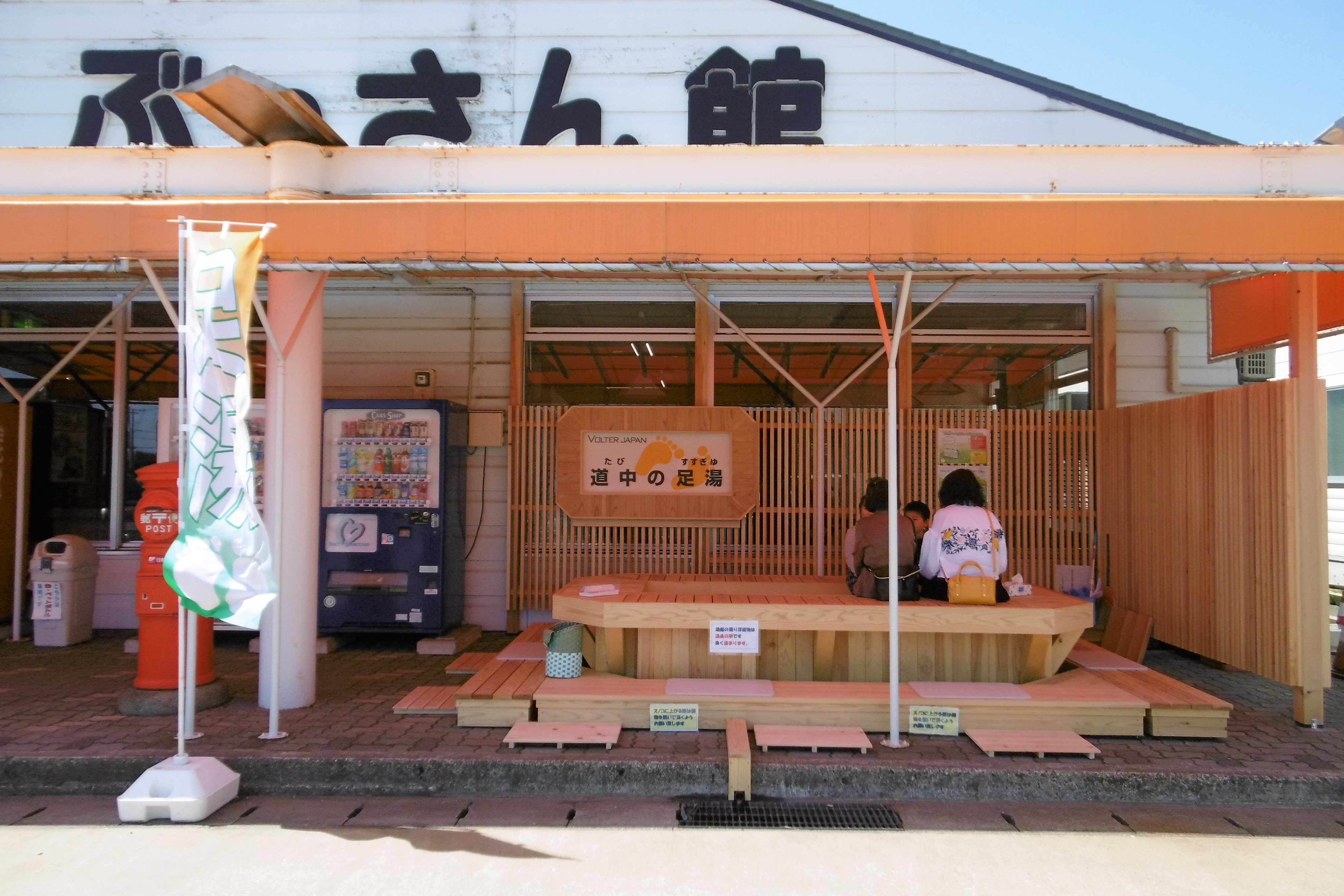
道中の足湯（たびのすすぎゆ）
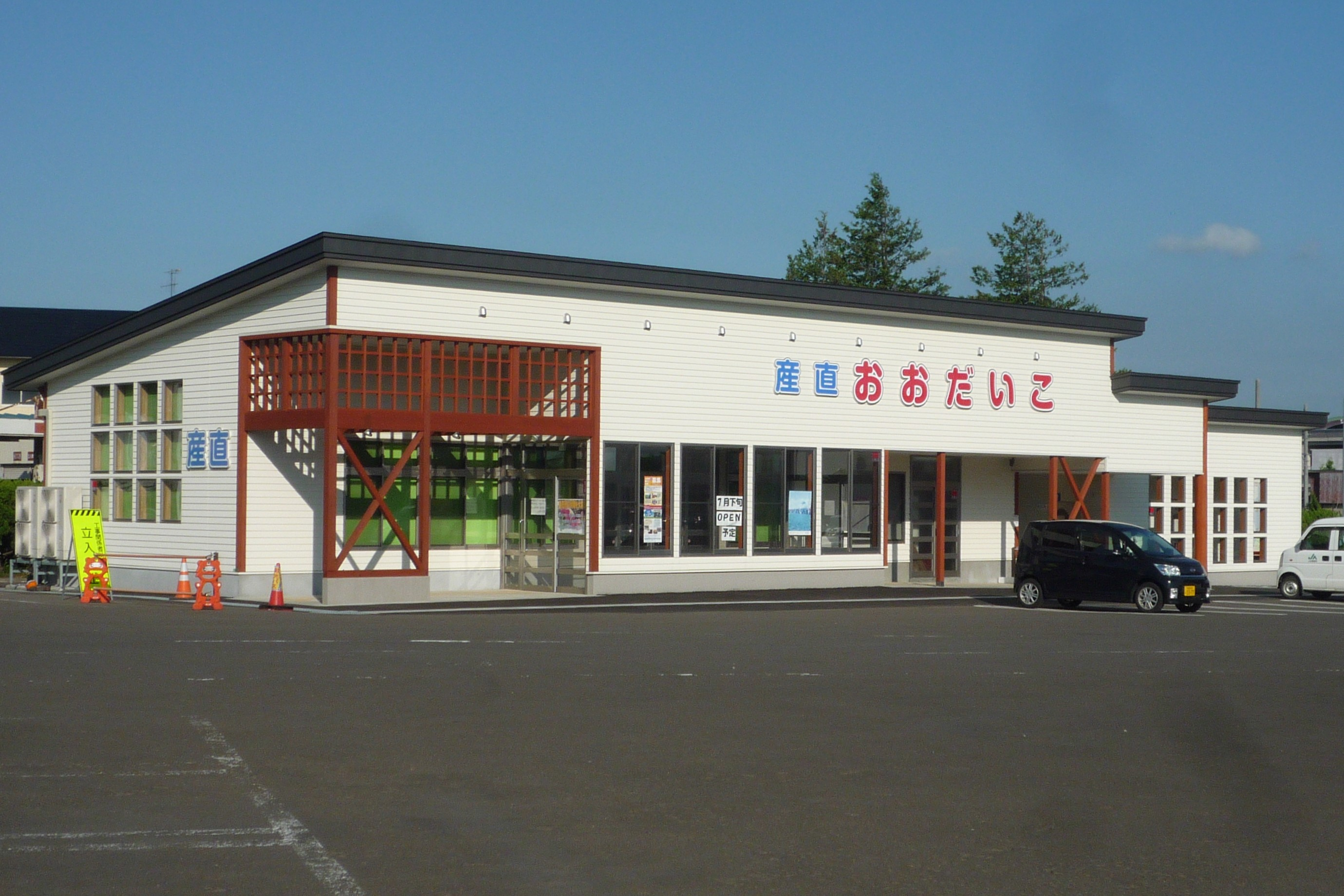
産直おおだいこ
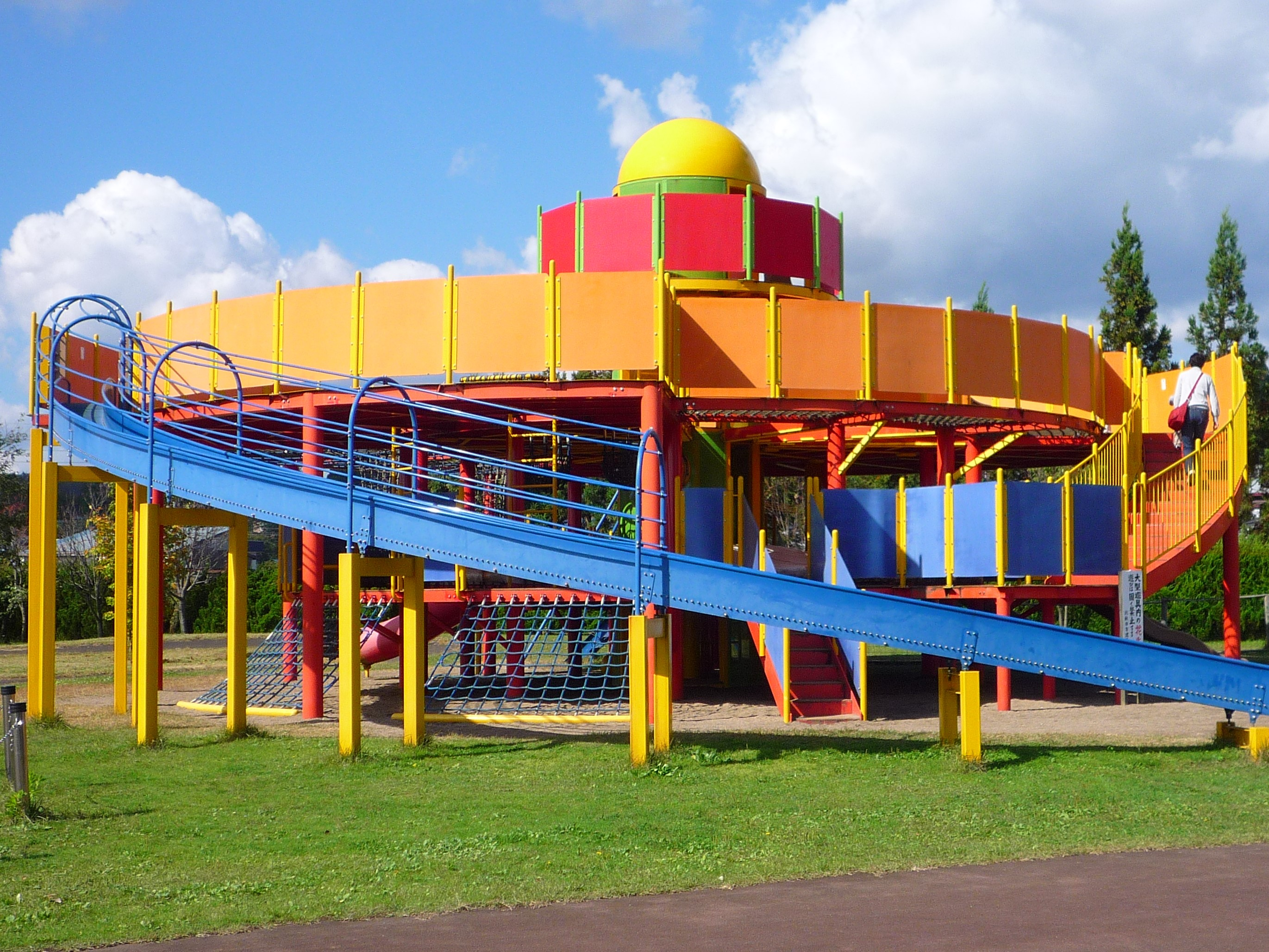
ドリームワールド（遊園地）
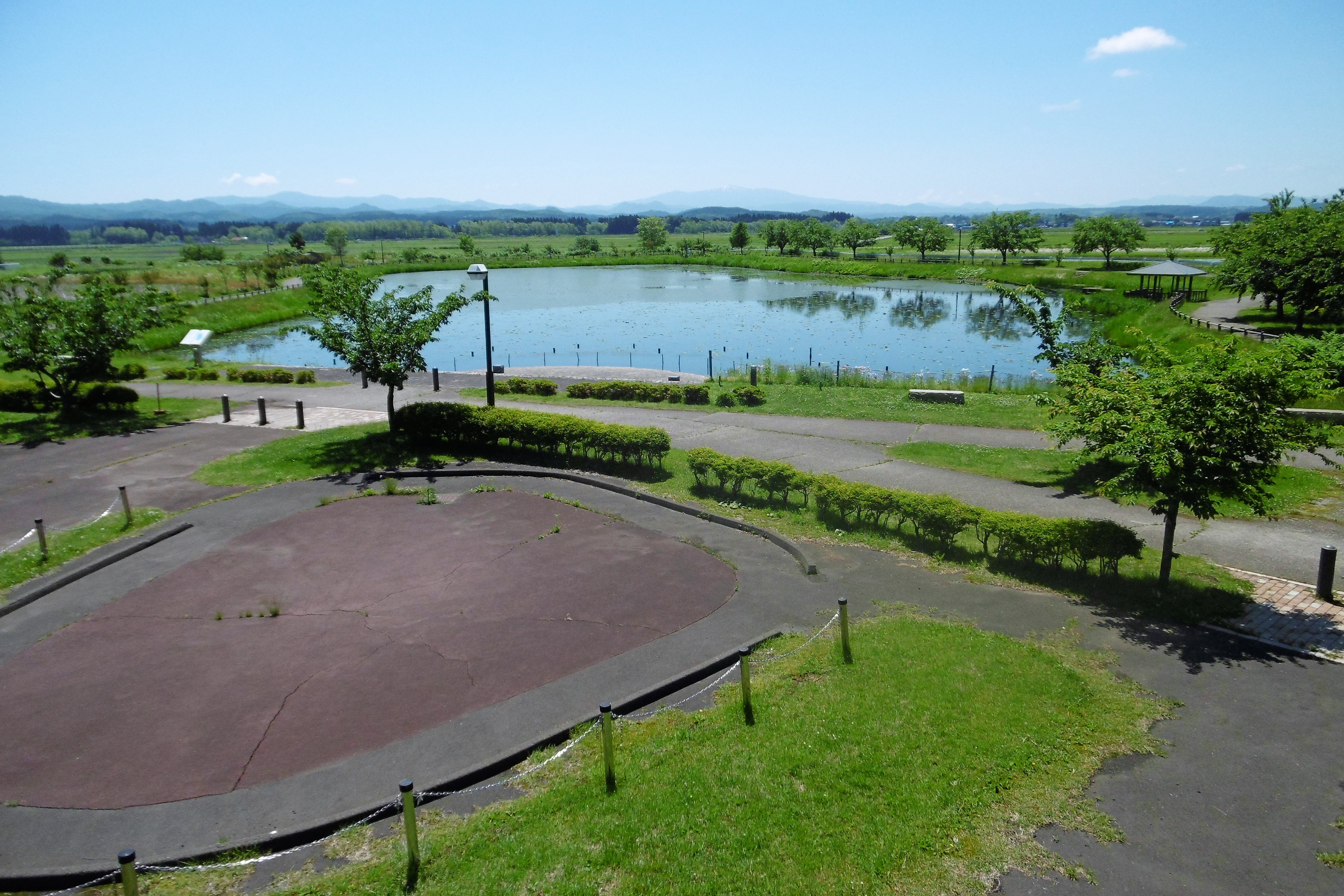
釜堤公園

## 大太鼓の館
大太鼓の館（おおだいこのやかた）は、道の駅たかのす内にある太鼓の博物館である。1989年10月にオープンした。

### 概要
中央ホールには綴子大太鼓が展示されている。最も大きなものは上町のもので、大きさは直径3.8m、胴の長さ4.52m、重さ3.5t。2番目が下町の直径3.71m、長さ4.32m、重さ3tで、こちらは1989年にギネスブックで世界一の認定を受けている。
世界の太鼓ミュージアムには世界40カ国から集められた140個あまりの太鼓を展示。南側には野外ステージ付きのイベント広場が設置されている。
150インチの大型スクリーンを備えた体感ゾーンでは、大太鼓を擁する出陣行列のほか、綴子神社境内で披露される獅子踊や奴踊など例大祭の全容を紹介している。

### 入館料・開館時間
- 開館時間 9:00 - 17:00
- 入館料[10]
  - 一般：200円
  - 高校以下無料

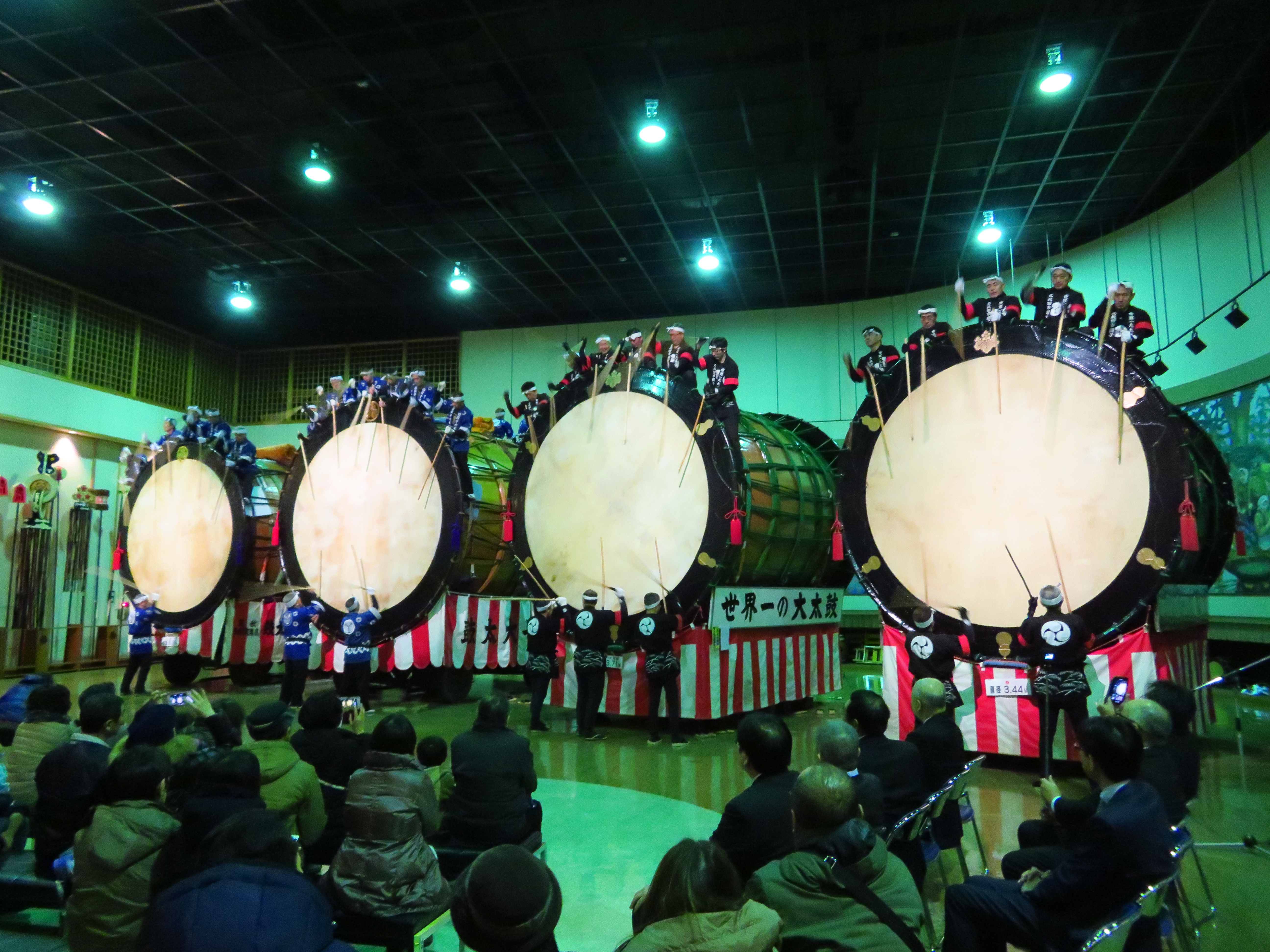
中央ホール（大太鼓叩き初め）
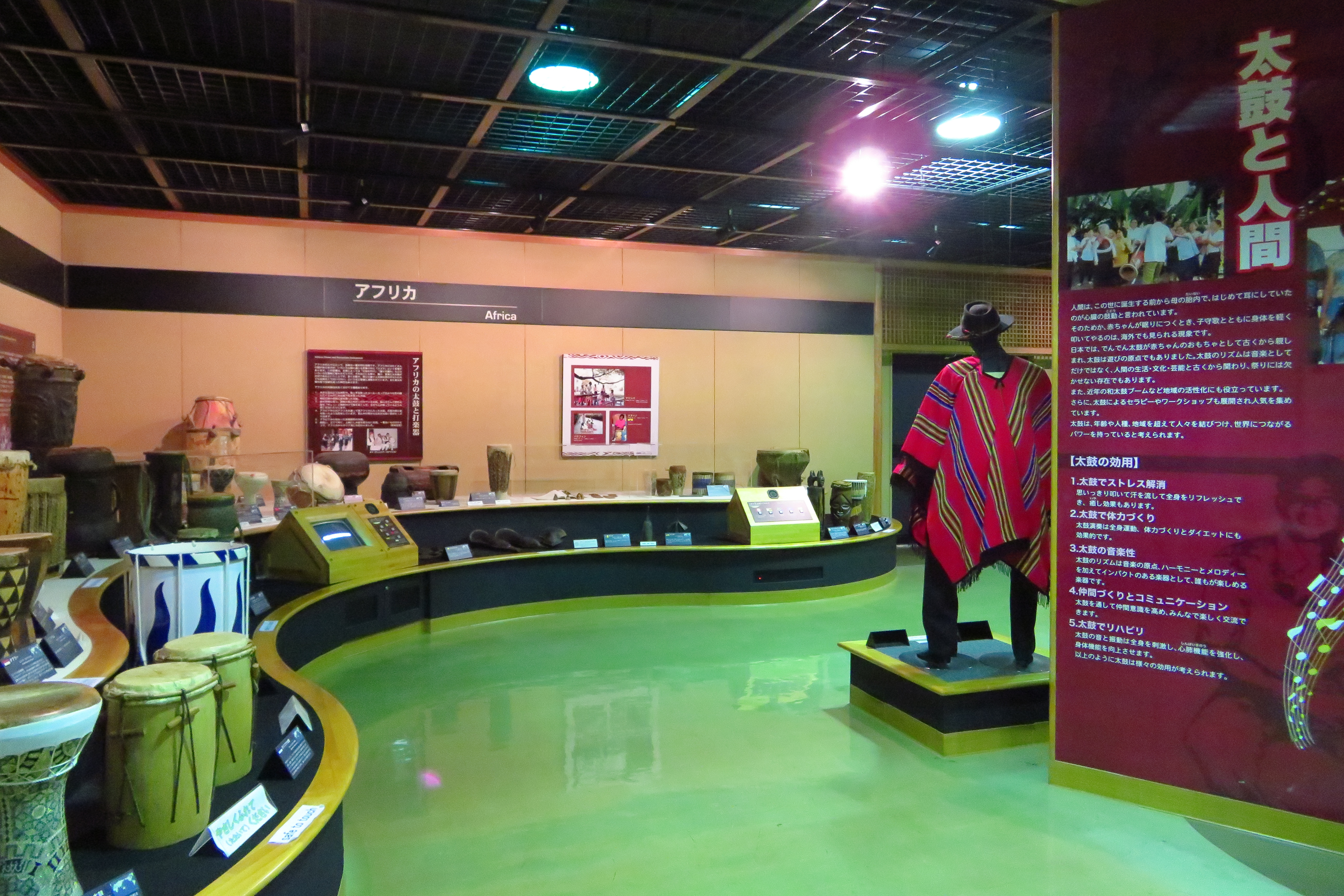
世界の太鼓ミュージアム

## 休館日
- 大太鼓の里ぶっさん館 - 1月1日
- 大太鼓の館 - 12月31日・1月1日
- 産直おおだいこ - 年末年始等

## イベント

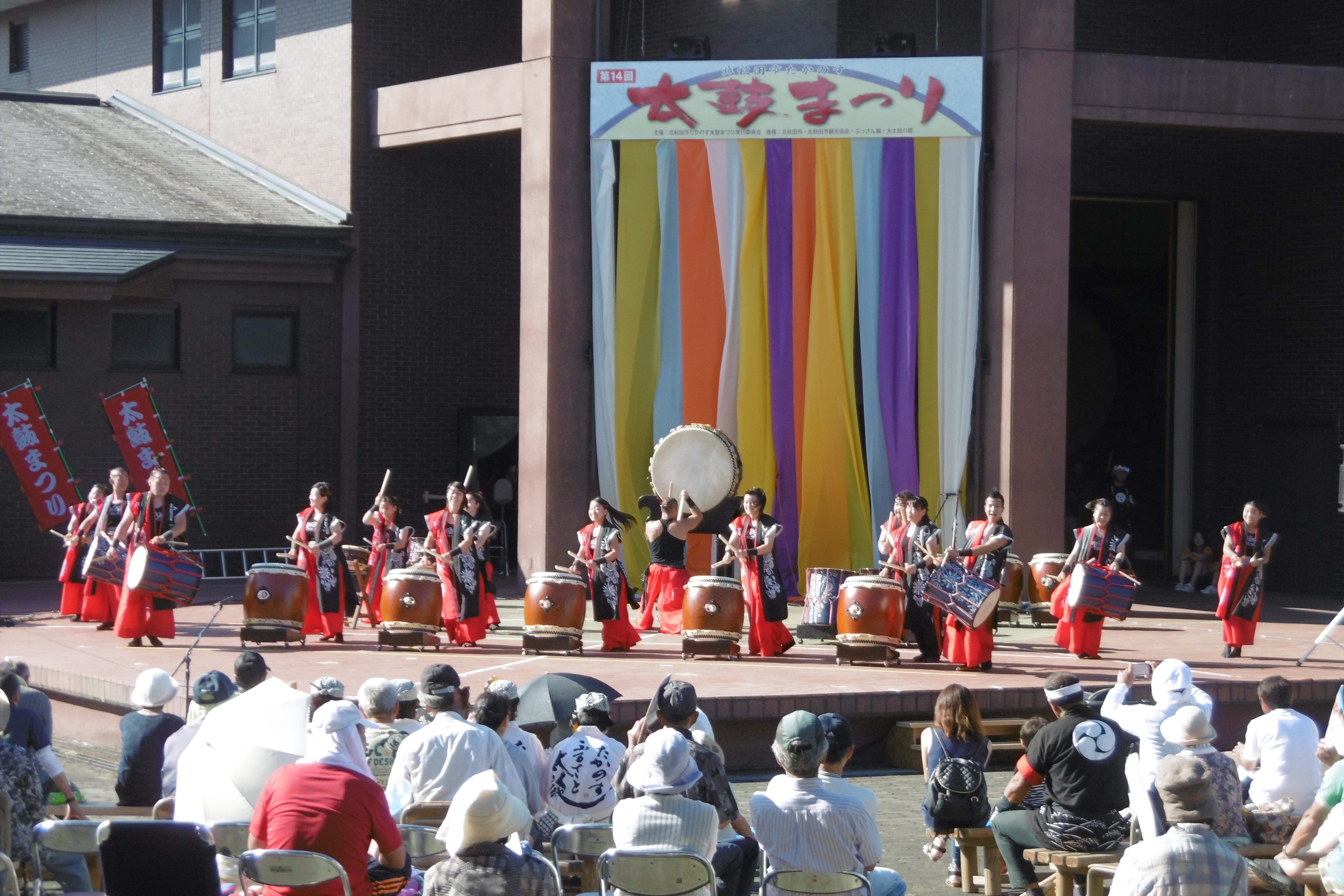
南側に設置されている野外ステージ

- 1月2日 - 大太鼓叩き初め（大太鼓の館）
- 1月15日 - 雪中田植（大太鼓の館前）
- 2月1日 - 雪中稲刈（大太鼓の館前）
- 3月下旬 - もちっこ市（「道の駅」駐車場）
- 9月 第2日曜日 - 北秋田市たかのす太鼓まつり（大太鼓の館 野外ステージ）

## アクセス
- 国道7号 - 登録路線
  - 国道105号
  - 秋田県道24号鷹巣川井堂川線

- バス
  - JR鷹ノ巣駅より秋北バス大館行で綴子坂下バス停下車 徒歩3分
- 車
  - 秋田自動車道 鷹巣ICより8分
- 予約制乗合タクシー[11]
  - 大館能代空港より14分
  - JR鷹ノ巣駅より8分